# Верейская улица (Москва)
Вере́йская у́лица (название утверждено 25 декабря 1961 года) — улица в Москве, на территории Можайского района и района Очаково-Матвеевское Западного административного округа.
Начинается от Аминьевского шоссе, возле Аминьевского моста через реку Сетунь, проходит по территории промзоны «Северное Очаково» вдоль долины реки Сетунь и заканчивается пересечением с Рябиновой улицей на перекрёстке с Дорогобужской улицей. Слева примыкает улица Генерала Дорохова, пересекает улицу Багрицкого. Нумерация домов начинается от Аминьевского шоссе.

## Происхождение названия
В составе города Кунцево называлась Заводская улица, так как проходила вдоль территории существовавших уже в то время заводов (МРТЗ, Деревообрабатывающий завод и др.).
После включения города Кунцево в состав Москвы в 1960 году название улицы было заменено в связи с существованием одноимённых улиц в Москве. С 25 декабря 1961 года улица стала Верейской по городу Верея Наро-Фоминского района Московской области в связи с расположением на западе Москвы.

## Транспорт

### Автобус
Напротив дома № 7 располагается конечная автобусная остановка «Улица Генерала Дорохова» (название весьма условное), откуда отходит автобус:
- 912: Улица Генерала Дорохова — Платформа «Мещерская» — станция метро «Тёплый Стан» — станция метро «Ясенево» — Проезд Карамзина.

Также по улице следуют автобусы:
- 103: 23-й квартал Новых Черёмушек — станция метро «Новые Черёмушки» — станция метро «Университет» — станция метро «Ломоносовский проспект» — станция метро «Славянский бульвар» (остановка на Кутузовском проспекте) — Улица Генерала Дорохова — станция метро «Аминьевская» — Яблоневый сад.
- 104: Станция метро «Филёвский парк» — станция метро «Давыдково» — Платформа «Рабочий Посёлок».
- 198: 66-й квартал Кунцева — станция метро «Аминьевская» — станция Матвеевская — Матвеевское.
- 622: Станция метро «Озёрная» — станция метро «Давыдково» — станция метро «Славянский бульвар» (остановка на Кутузовском проспекте) — станция метро «Парк Победы» — Киевский вокзал.
- 732: Крылатское — станция метро «Крылатское» — станция метро «Молодёжная» — станция метро «Давыдково» — станция метро «Славянский бульвар» (остановка на Славянском бульваре).
- 733: Крылатское — станции метро «Кунцевская» / «Кунцевская» — станция метро «Давыдково» — Аминьево.
- 807: Станция метро «Озёрная» — станция Очаково.

Редкоходящий служебный автобус Верейская плаза — станция метро «Славянский бульвар» (остановка на Славянском бульваре; ранее располагалась остановка за автомобильным КПП, проход и проезд на автобусе свободный; теперь — на площадке с указанием времени и с пометкой «Вход по пропускам»).

## Здания и сооружения
Нумерация домов по улице хаотическая: чётные и нечётные дома могут располагаться по любой стороне улицы.
По нечётной стороне:
- 19, 21 к. 1, 23, 25, 27 — жилые дома
- 17 — «Верейская плаза 2»
- 29 (со всеми строениями) — территория завода «МРТЗ»
- 41 — НИЭМИ

По чётной стороне:
- 6 к. 3 — Всероссийское добровольное пожарное общество, участок 2
- 10 к. 4 — Сетуньские групповые очистные сооружения
- 11 — подворье Патриарха Московского и всея Руси Храм священномученика Игнатия Богоносца на Верейской
- 12 — ЖК Родина Парк (бывший ДК «Знамя Октября», бывшее Некоммерческое партнерство[3]
- 13 — автозаправка
- 35, 36 — районная тепловая станция «Кунцево»